# Irena Ričkuvienė
Irena Ričkuvienė (* 6. Juni 1962 in Jurbarkas) ist eine litauische liberale Politikerin, ehemalige Vorsteherin des Bezirks Tauragė.

## Leben
Nach dem Abitur 1980 an der 1. Mittelschule Jurbarkas absolvierte Ričkuvienė 1986 das Diplomstudium des Bauingenieurwesens am Vilniaus inžinerinis statybos institutas in Vilnius und wurde Bauingenieurin. Danach lehrte sie am Plungės statybos technikumas in Plungė. Von 1994 bis 2001 war sie erste stellvertretende Bürgermeisterin der Stadt Tauragė. 2001 war sie stellvertretende Leiterin und von 2006 bis 2009 Leiterin des Bezirks Tauragė. 2002 arbeitete sie in der Kommunalverwaltung der Gemeinde Pagėgiai und 2003 als stellvertretende Administrationsdirektorin in der Kommunalverwaltung der Rajongemeinde Tauragė. 
Von 2011 bis 2015 war sie Mitglied im Rat Tauragė.
Ričkuvienė war Mitglied der liberalen Parteien wie Lietuvos liberalų sąjunga (2000) und Liberalų ir centro sąjunga.